# Liste der Monuments historiques in Potelle
Die Liste der Monuments historiques in Potelle führt die Monuments historiques in der französischen Gemeinde Potelle auf.

## Liste der Bauwerke
| Bezeichnung     | Beschreibung | Standort | Kennzeichnung | Schutzstatus | Datum | Bild           |
| --------------- | ------------ | -------- | ------------- | ------------ | ----- | -------------- |
| Schloss Potelle |              | (Lage)   | PA00107775    | Inscrit      | 1944  | weitere Bilder |

## Liste der Objekte
- Monuments historiques (Objekte) in Potelle in der Base Palissy des französischen Kultusministeriums